# Вищі посадові особи держави (Велика Британія)
Вищі посадові особи держави (англ. Great Officers of State) — традиційні міністри Корони в Сполученому Королівстві, які можуть успадкувати свої посади, або призначені для виконання певних, в основному, церемоніальних функцій, або виконують функції членів уряду. Для Англії та Шотландії, а раніше для Ірландії існують окремі вищі посадові особи держави. Багато з великих посадових осіб стали в основному церемоніальними, оскільки історично вони були настільки впливовими, що їхні повноваження мали бути відновлені Короною або розпущені.
Уряд середньовічних монархій, як правило, складався з компаньйонів короля, пізніше перетворюючись на Королівське домогосподарство, з якого виходили державні службовці, які спочатку виконували домашні та державні обов'язки. З часом домогосподарство та державні справи розділилися, і відповідно ними стали займатися окремі службовці. Частина службовців отримала спадкові привілеї.

## Англія (і Уельс)
Вищі посадові особи держави колишнього Королівства Англія, що складається з Англії й Уельсу:
1. Верховний стюард Англії (англ. Lord High Steward) — з 1421 року посада вакантна, за винятком коронацій, де Верховний стюард виконує певні церемоніальні функції;
2. Лорд Верховний канцлер (англ. Lord High Chancellor) — з 2005 року посаду займає державний секретар юстиції (голова Міністерства юстиції Сполученого королівства). Одночасно виконує роль Лорда-зберігача Великої Печатки. До реформи 2005 року Лорд-канцлер був головою Палати лордів та судової системи держави;
3. Лорд-скарбник (англ. Lord High Treasurer) — з 1714 року лорд-скарбник не призначався, його функції виконує колегіальний орган, до якого як лорди скарбниці входять Прем'єр-міністр Великої Британії, канцлер скарбниці (міністр фінансів Великої Британії), парламентський секретар скарбниці та інші особи, яких призначає монарх за поданням голови уряду[3];
4. Лорд-голова Ради[en] (англ. Lord President of the Council) — голова Таємної ради Великої Британії;
5. Лорд-хранитель Малої печатки (англ. Lord Privy Seal) — зберігач Малої печатки (особистої печатки монарха);
6. Лорд великий камергер (англ. Lord Great Chamberlain) — несе відповідальність за королівські справи у Вестмінстерському палаці;
7. Лорд Верховний констебль[en] (англ. Lord High Constable of England) — посада вакантна з 1521 року, призначається лише для коронацій;
8. Граф-маршал[en] (англ. Earl Marshal) — організовує офіційне відкриття сесії Парламенту, коронації та похорон монарха;
9. Лорд-адмірал (англ. Lord High Admiral) — голова Адміралтейства. З 1708 по 1964 рік управління адміралтейством виконувалось Комітетом Адміралтейства. У 1964 році Адміралтейство було введено у склад Міністерства оборони.

Після норманських завоювань вищими посадовими особами Англії стали представники Нормандського герцогства. Ці посадові особи спочатку виконували домашні та державні обов'язки. З часом домогосподарство та державні справи розділилися, і відповідно ними стали займатися окремі службовці. Частина службовців отримала спадкові привілеї і були відсторонені від практичної діяльності або держави, або Королівського двору.
Політичні функції Лорда Верховного Канцлера та Лорда великого камергера були покладені на Юстиціара та лорда-скарбника, домашні функції — домашніми посадами з подібними назвами. Граф-маршал зайняв місце констебля Англії в королівському палаці в командуванні королівськими арміями. Юстиціар був вище Лорда Верховного Канцлера за владою та впливом до 1231 року, коли ця посада втратила своє становище у Королівстві.
Хоча більшість посад стали спадковими на ранній стадії, в даний час деякі посадові особи призначаються, а інші успадковують свої посади. Посада Верховного стюарда Англії займалася графами Лестерськими до 1399 року, коли посада відійшла монарху; а з 1421 року Верховний стюард Англії, як правило, призначався лише тимчасово для особливих випадків, таких як коронація або для суду перів (до 1948 року). Посада Лорда великого камергера також є спадковою, спочатку її обіймали графи Оксфордські. Пізніше посаду успадкував граф Ліндсі, а потім його численні спадкоємці, кожен з яких займав частку посади. Один із спадкоємців, обраний ротацією, займає посаду заступника. Посада Лорда Верховного констебля спочатку була успадкована графами Герефорд, доки один з спадкоємців не був засуджений за тяжкий злочин та страчений у 1521 році. Після цього, посада повернулася Короні та відновлюється лише для на день коронації монарха. Остання спадкова посада — Граф-маршал, була успадкована герцогами Норфолк. Протягом багатьох періодів, в яких герцоги буди засуджені за тяжкий злочин, на посаду призначалася інша особа. Крім того, до 1824 року Граф-маршал повинен був призначити заступника протестанта, якщо він був католиком.
Деякі посади перетворили на комісії; тобто декілька уповноважених осіб призначаються для колективного виконання посади. Посада Лорда-скарбника була комісією з 1612 року, яка не була постійно заповненою до 1714 року: Перший Лорд казначейства — прем'єр-міністр, другий лорд — Канцлер скарбниці, а решта членів — партійні організатори. Посада Лорда Верховного Адмірала багато років також була комісією, але злилася з короною у 1964 році і тепер є почесним званням правлячого монарха. Принц Філіп, герцог Единбурзький (консорт нинішнього монарха) отримав титул у свій 90-й день народження. Решта посад стали урядовими посадами: Лорд-канцлер, Лорд-голова Ради і Лорд-хранитель Малої печатки призначаються Короною за порадою прем'єр-міністра. Лорд-канцлер є державним секретарем у справах юстиції; посади Лорда-голови Ради та Лорда-хранителя Малої печатки, як правило, поєднуються з урядовою посадою — поточним Лідером Палати громад та Лідером Палати лордів, відповідно — ці посади є можливістю неоплачуваним посадам отримувати зарплату.
Закон про Палату лордів 1999 року позбавив автоматичного права спадкових перів засідати в Палаті лордів, але Закон передбачив, що Лорд великий камергер і Граф-маршал будуть звільнені від цього правила, щоб вони могли продовжувати проводити свою церемоніальну функцію в Палаті лордів. Законом про конституційну реформу 2005 року Лорд Верховний Канцлер був замінений на деяких посадах: Лордом головним суддею Англії та Уельсу на посаді голови судової влади та Лордом-спікером на посаді голови Палати лордів.

## Шотландія
Термін «посадова особа держави» іноді вільно використовується в будь-якій великій посаді під Короною. Як і в Англії, багато посад спадкові. Ряд історичних посад закінчився відразу або невдовзі після укладення договору про Союз від 1707 року. Є також ряд посадових осіб корони та вищих посадових осіб Королівського двору.